# Кавањоло (Торино)
Кавањоло (итал. Cavagnolo) је насеље у Италији у округу Торино, региону Пијемонт.
Према процени из 2011. у насељу је живело 2281 становника. Насеље се налази на надморској висини од 194 м.

## Становништво
| 1936. | 1951. | 1961. | 1971. | 1981. | 1991. | 2001. | 2011. |
| ----- | ----- | ----- | ----- | ----- | ----- | ----- | ----- |
| 1.379 | 1.413 | 1.522 | 1.694 | 2.103 | 2.281 | 2.281 | 2.309 |